# آک (تاکستان)
اَک روستایی از توابع بخش اسفرورین شهرستان تاکستان در استان قزوین ایران است. زبان مردمان این روستا ترکی آذربایجانی است.

## جمعیت
این روستا در دهستان اک قرار دارد و براساس سرشماری مرکز آمار ایران در سال ۱۳۸۵، جمعیت آن ۳٬۴۸۴ نفر بوده‌است.